# Rönnskären, Malax
Rönnskären är en ögrupp i Finland. Den ligger i den ekonomiska regionen  Vasa ekonomiska region och landskapet Österbotten, i den västra delen av landet, 400 km nordväst om huvudstaden Helsingfors. Arean är 0,43 kvadratkilometer.
Rönnskären består av Rönnskäret, Trutskäret, Tummelören, Hamnskäret, Dersiskäret, Fäliskäret, Högskäret, Krokskäret och Hällören, Stenskäret, Synnerskäret, Bergskäret, Synnerskärs grynnan och Ytterbådan.